# Fernand Dubief

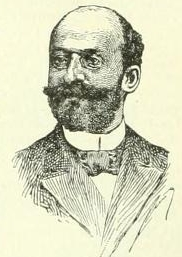
Fernand Dubief

Fernand Dubief (Château de Varennes, Mâcon 1850 - Parijs 1916), was een Frans politicus.
Ferdinand Dubief werd in 1850 geboren op het Château de Varennes in Mâcon (Saône-et-Loire). Hij studeerde medicijnen en was arts. Van 1896 tot 1910 en van 1914 tot 1916 was hij voor de Parti Radical-Socialiste (Radicaal-Socialistische Partij) lid van de Kamer van Afgevaardigden (Chambre des Députés) voor het departement Sâone-et-Loire. Hij was enige tijd secretaris van de Kamer van Afgevaardigden. Van 24 januari tot 12 november 1905 was hij minister van Handel en Industrie in het kabinet-Rouvier. Op 12 november 1905 volgde hij Eugène Étienne (ARD) op als minister van Binnenlandse Zaken in het kabinet-Rouvier hetgeen hij tot de val van het kabinet op 4 maart 1906 bleef.
Fernand Dubief was als minister van Binnenlandse Zaken voorstander van de vestiging van een protectoraat in het zuiden van Marokko. Volgens Dubief had Frankrijk de taak de Marokkaanse bevolking "te ontwikkelen." Hij had kritiek op de Spanjaarden die een protectoraat wilden vestigen in het noorden van Marokko. Volgens Dubief was Spanje anti-Islamitisch en kon daarom niet bijdragen aan de ontwikkeling van het land.
Fernand Dubief overleed in 1916 in Parijs.

## Verwijzingen
1. 1 2  Frederick J. Thorpe - The French Press and the Franco-Spanish Convention of 1904 on Morocco - French Colonial History 3

- Bibliothèque nationale de France: cb124261426 (data)
- International Standard Name Identifier: 0000 0001 2121 6159
- Library of Congress Control Number: no93014498
- Nederlandse Thesaurus van Auteursnamen: 142672289
- Système universitaire de documentation: 059394471
- Virtual International Authority File: 14862133
- WorldCat: E39PBJpDRH4PjRrykTwD7mwQv3